# Luke Richardson
Pour les articles homonymes, voir Richardson.
Luke Glen Richardson, (né le 26 mars 1969 à Ottawa dans la province de l'Ontario au Canada), est un joueur professionnel de hockey sur glace. Il occupe actuellement la fonction d'entraîneur-chef pour les Blackhawks de Chicago de la Ligue nationale de hockey (LNH).

## Carrière de joueur
Luke Richardson joue son hockey junior dans la Ligue de hockey de l'Ontario pour les Petes de Peterborough lorsqu'en 1987, les Maple Leafs de Toronto font de lui leur choix de première ronde lors du repêchage d'entrée dans la LNH. La saison suivante, il fait le saut immédiatement dans la LNH, bien qu'il soit encore considéré comme junior.
Après quatre saisons passées avec les Leafs, il se voit impliqué dans une importante transaction où il rejoint les rangs des Oilers d'Edmonton avec Vincent Damphousse, en retour notamment de Glenn Anderson et de Grant Fuhr. Richardson est un pilier de l'équipe durant les six saisons suivantes. Durant son séjour dans la ville de l'Alberta, il est appelé à défendre les couleurs du Canada au Championnat du monde de hockey sur glace de 1994 se déroulant en Italie. La formation canadienne y remporte alors sa première médaille d'or au championnat du monde depuis 1961. Richardson fait également partie de l'équipe qui remporte la médaille d'argent en 1996.
Devenu joueur autonome en 1997, le défenseur signe un lucratif contrat de cinq ans avec les Flyers de Philadelphie avant de s'entendre par la suite avec les Blue Jackets de Columbus à l'été 2002. C'est d'ailleurs avec ces derniers que Richardson atteint, en 2003-2004, la marque des 1 200 parties jouées dans la LNH.
Peu de temps avant la date limite des transactions de 2005-2006, il est échangé aux Maple Leafs. Il ne joue alors que 21 rencontres avec eux avant de signer, l'été venu, avec le Lightning de Tampa Bay.
Étant toujours à la recherche de sa première Coupe Stanley en carrière, Luke Richardson décide, à l'aube de la saison 2007-2008, de s'aligner pour les Sénateurs d'Ottawa. Une équipe qui, selon lui, peut s'avérer assez compétitive pour obtenir les grands honneurs. Il tente par le fait même de se départir du titre peu enviable du joueur actif ayant joué le plus de parties dans la LNH sans avoir gagné la coupe.
Au terme de la saison 2008-2009, Richardson se retire de la compétition en tant que joueur et accepte le poste d'entraîneur-adjoint pour les Sénateurs d'Ottawa.

## Carrière d'entraîneur
Richardson devient entraîneur-adjoint des Sénateurs d'Ottawa lors de la saison 2009-2010 et demeure à ce poste pendant trois ans. Il est ensuite l'entraîneur-chef des Senators de Binghamton, club-école des Sénateurs dans la LAH, pendant quatre ans.
Le 18 mai 2017, Richardson est embauché en tant qu'entraîneur-adjoint des Islanders de New York.
Il se joint aux Canadiens de Montréal le 7 juillet 2018 pour devenir adjoint de Claude Julien. Le 19 juin 2021, il devient temporairement entraîneur-chef des Canadiens à compter du troisième match de la demi-finale de la Coupe Stanley en raison d'une absence de Dominique Ducharme dû à un test positif de Covid-19. Il mène les Canadiens à la finale en remportant la série 4-2 contre les Golden Knights de Vegas.
Le 27 juin 2022, Richardson devient entraîneur-chef des Blackhawks de Chicago, soit le 40e de la franchise. Il remplace Derek King, en poste pour seulement 70 matchs. Le 5 décembre 2024 il est relevé de ses fonctions d'entraîneur-chef des Blackhawks de Chicago.

## Parenté dans le sport
Il est l'oncle du joueur de hockey professionnel, Jakob Chychrun.

## Statistiques
Pour les significations des abréviations, voir Statistiques du hockey sur glace.

### En club
| Saison     | Équipe                   | Ligue      |       | Saison régulière | Saison régulière | Saison régulière | Saison régulière | Saison régulière |   | Séries éliminatoires | Séries éliminatoires | Séries éliminatoires | Séries éliminatoires | Séries éliminatoires |
| Saison     | Équipe                   | Ligue      | PJ    | B                | A                | Pts              | Pun              | PJ               | B | A                    | Pts                  | Pun                  |                      |                      |
| 1985-1986  | Petes de Peterborough    | LHO        | 63    | 6                | 18               | 24               | 57               | 16               | 2 | 1                    | 3                    | 50                   |                      |                      |
| 1986-1987  | Petes de Peterborough    | LHO        | 59    | 13               | 32               | 45               | 70               | 12               | 0 | 5                    | 5                    | 24                   |                      |                      |
| 1987-1988  | Maple Leafs de Toronto   | LNH        | 78    | 4                | 6                | 10               | 90               | 2                | 0 | 0                    | 0                    | 0                    |                      |                      |
| 1988-1989  | Maple Leafs de Toronto   | LNH        | 55    | 2                | 7                | 9                | 106              |                  |   |                      |                      |                      |                      |                      |
| 1989-1990  | Maple Leafs de Toronto   | LNH        | 67    | 4                | 14               | 18               | 122              | 5                | 0 | 0                    | 0                    | 22                   |                      |                      |
| 1990-1991  | Maple Leafs de Toronto   | LNH        | 78    | 1                | 9                | 10               | 238              |                  |   |                      |                      |                      |                      |                      |
| 1991-1992  | Oilers d'Edmonton        | LNH        | 75    | 2                | 19               | 21               | 118              | 16               | 0 | 5                    | 5                    | 45                   |                      |                      |
| 1992-1993  | Oilers d'Edmonton        | LNH        | 82    | 3                | 10               | 13               | 142              |                  |   |                      |                      |                      |                      |                      |
| 1993-1994  | Oilers d'Edmonton        | LNH        | 69    | 2                | 6                | 8                | 131              |                  |   |                      |                      |                      |                      |                      |
| 1994-1995  | Oilers d'Edmonton        | LNH        | 46    | 3                | 10               | 13               | 40               |                  |   |                      |                      |                      |                      |                      |
| 1995-1996  | Oilers d'Edmonton        | LNH        | 82    | 2                | 9                | 11               | 108              |                  |   |                      |                      |                      |                      |                      |
| 1996-1997  | Oilers d'Edmonton        | LNH        | 82    | 1                | 11               | 12               | 91               | 12               | 0 | 2                    | 2                    | 14                   |                      |                      |
| 1997-1998  | Flyers de Philadelphie   | LNH        | 81    | 2                | 3                | 5                | 139              | 5                | 0 | 0                    | 0                    | 0                    |                      |                      |
| 1998-1999  | Flyers de Philadelphie   | LNH        | 78    | 0                | 6                | 6                | 106              |                  |   |                      |                      |                      |                      |                      |
| 1999-2000  | Flyers de Philadelphie   | LNH        | 74    | 2                | 5                | 7                | 140              | 18               | 0 | 1                    | 1                    | 41                   |                      |                      |
| 2000-2001  | Flyers de Philadelphie   | LNH        | 82    | 2                | 6                | 8                | 131              | 6                | 0 | 0                    | 0                    | 4                    |                      |                      |
| 2001-2002  | Flyers de Philadelphie   | LNH        | 72    | 1                | 8                | 9                | 102              | 5                | 0 | 0                    | 0                    | 4                    |                      |                      |
| 2002-2003  | Blue Jackets de Columbus | LNH        | 82    | 0                | 13               | 13               | 73               |                  |   |                      |                      |                      |                      |                      |
| 2003-2004  | Blue Jackets de Columbus | LNH        | 64    | 1                | 5                | 6                | 48               |                  |   |                      |                      |                      |                      |                      |
| 2005-2006  | Blue Jackets de Columbus | LNH        | 44    | 1                | 6                | 7                | 30               |                  |   |                      |                      |                      |                      |                      |
| 2005-2006  | Maple Leafs de Toronto   | LNH        | 21    | 0                | 3                | 3                | 41               |                  |   |                      |                      |                      |                      |                      |
| 2006-2007  | Lightning de Tampa Bay   | LNH        | 27    | 0                | 3                | 3                | 16               |                  |   |                      |                      |                      |                      |                      |
| 2007-2008  | Sénateurs d'Ottawa       | LNH        | 76    | 2                | 7                | 9                | 41               |                  |   |                      |                      |                      |                      |                      |
| 2008-2009  | Sénateurs d'Ottawa       | LNH        | 2     | 0                | 0                | 0                | 2                |                  |   |                      |                      |                      |                      |                      |
| Totaux LNH | Totaux LNH               | Totaux LNH | 1 417 | 35               | 166              | 201              | 2 055            | 69               | 0 | 8                    | 8                    | 130                  |                      |                      |

### Statistiques en équipe nationale
| Année | Équipe | Compétition |   | PJ | B | A | Pts | Pun                |  | Résultat |
| 1987  | Canada | CM Jr.      | 6 | 0  | 0 | 0 | 0   | Équipe disqualifié |  |          |
| 1994  | Canada | CM          | 8 | 0  | 1 | 1 | 6   | Médaille d'or      |  |          |
| 1996  | Canada | CM          | 8 | 0  | 0 | 0 | 12  | Médaille d'argent  |  |          |

### Entraîneur-chef
| Saison    | Équipe                 | Ligue |    | PJ | V  | D | Pr   | % V                  |  | Séries éliminatoires |
| 2012-2013 | Senators de Binghamton | LAH   | 76 | 44 | 24 | 8 | 63,2 | Éliminés au 1er tour |  |                      |
| 2013-2014 | Senators de Binghamton | LAH   | 76 | 44 | 24 | 8 | 63,2 | Éliminés au 1er tour |  |                      |
| 2014-2015 | Senators de Binghamton | LAH   | 76 | 34 | 34 | 8 | 50,0 | Non qualifiés        |  |                      |
| 2015-2016 | Senators de Binghamton | LAH   | 76 | 31 | 38 | 7 | 45,4 | Non qualifiés        |  |                      |
| 2022-2023 | Blackhawks de Chicago  | LNH   | 82 | 26 | 49 | 7 | 36,0 | Non qualifiés        |  |                      |
| 2023-2024 | Blackhawks de Chicago  | LNH   | 82 | 23 | 53 | 6 | 31,7 | Non qualifiés        |  |                      |

## Trophées et honneurs personnels
- 1995-1996 : récipiendaire du trophée des services communautaires des Oilers d'Edmonton.
- 2003-2004 : nommé capitaine des Blue Jackets de Columbus avant le début de la saison.

## Transactions en carrière
- Repêchage 1987 : choisi par les Maple Leafs de Toronto (1er choix de l'équipe, 7e au total).
- 19 septembre 1991 : échangé par le Maple Leafs avec Vincent Damphousse, Peter Ing et Scott Thornton aux Oilers d'Edmonton en retour de Glenn Anderson, Grant Fuhr et Craig Berube.
- 23 juillet 1997 : signe à titre d'agent libre avec les Flyers de Philadelphie.
- 4 juillet 2002 : signe à titre d'agent libre avec les Blue Jackets de Columbus.
- 8 mars 2006 : échangé par les Blue Jackets aux Maple Leafs de Toronto en retour d'un choix de cinquième ronde au repêchage de 2006 (Nick Sucharski).
- 11 juillet 2006 : signe à titre d'agent libre avec le Lightning de Tampa Bay.
- 2006-2007 : rate la majeure partie de la saison dû à une blessure.
- 8 août 2007 : signe à titre d'agent libre avec les Sénateurs d'Ottawa.